# Schloss Mittel Schreibersdorf
Schloss Mittelschreibersdorf (polnisch Pałac w Pisarzowicach Średnich) ist die Ruine eines Schlosses im heute polnischen Teil der Oberlausitz.

## Geschichte
Nach der „Geschichte des Oberlausitzer Adels und seiner Güter“ von Hermann Knothe gehörte Schreibersdorf Ende des 13. Jahrhunderts den von Palwe, die sich dann von Schreibersdorf nannten. Nach 1422 gehörte der Ort den von Salza, nachdem Kaiser Karl IV. Opitz von Salza u. a. mit Schreibersdorf belehnt hatte. Um 1450 erhielten Hans und Niclas von Salza in Erbteilung das Mittelgut und erbauten einen Hof mit schlichtem Herrenhaus. Unter den Nachkommen, war der in Schreibersdorf geborene Jakob von Salza, der ab 1520 Breslauer Bischof war. Im Jahr 1569 verkauften die von Salza einen Teil von Schreibersdorf an Balthasar von Gersdorff, danach war Hieronymus von Schönaich Besitzer, ab 1586 Caspar von Kopisch und Hollstein. Zwei Dorfteile von Schreibersdorf gelangten 1593 an Balthasar von Stiebitz, der sie 1601 an Hans von Warnsdorf auf Kuhna verkaufte. Dessen Sohn Hans Georg ließ 1620 bis 1622 das heute als Ruine erhaltene Schloss erbauen. Sohn Georg kaufte 1656 auch das Niedergut und wurde so Herr von ganz Schreibersdorf.
Mittel-Schreibersdorf wurde 1755 an Gottfried Steinbach verkauft, der 1765 einen neuen Turm erbauen ließ. Die Steinbach verkauften 1856 an Wilhelm Arnold Auff'm Ordt, der einige Umbauten am Schloss vornehmen ließ. Im Jahr 1934 waren die von Ehernkrook Besitzer. Während der Zeit des nationalsozialistischen Regimes war das Schloss als BDM-Heim genutzt.